# Liquidambar
Liquidambae, Copalme
Genre
Liquidambar, le Liquidambar ou le Copalme en français, est un genre d'arbres à feuilles caduques de la famille des Altingiacées composé de quatre espèces actuelles et de plusieurs espèces éteintes :
- Liquidambar acalycina - originaire de Chine
- Liquidambar californicum†
- Liquidambar europaeum†
- Liquidambar formosana - originaire de Formose
- Liquidambar orientalis Miller - originaire d'Asie Mineure et à feuilles plus petites que le styraciflua
- Liquidambar styraciflua L. ou copalme d'Amérique, espèce monoïque originaire de l'est de l'Amérique du Nord, plus particulièrement de Floride.

## Description
Les liquidambars sont des arbres larges, aux feuilles caduques, palmées de 3, 5 ou 7 lobes et à l'odeur balsamique. Les fleurs apparaissent au mois de mai mais sont assez sensibles au gel tardif. Les inflorescences sont globuleuses de couleur vert-jaune. Les fruits sont des boules composées de multiples capsules contenant les graines ailées, caractéristiques suivant l'espèce (c'est un critère de distinction des espèces, notamment pour les espèces fossiles). L'écorce est profondément striée, avec des crêtes liégeuses sur les jeunes branches. La taille diffère selon l'espèce, la variété et les conditions de culture, soit entre 8 mètres et 40 mètres de haut.
Le liquidambar d'Amérique a été introduit en 1681 en Europe où il est aujourd'hui très répandu. C'est un arbre se développant naturellement en forme de pyramide étroite. Le tronc est habituellement droit et ne se divise pas en troncs multiples mais il a tendance à drageonner fortement.

## Liste d'espèces
Selon Tropicos (29 déc. 2012) :
- Liquidambar acalycina H.T. Chang

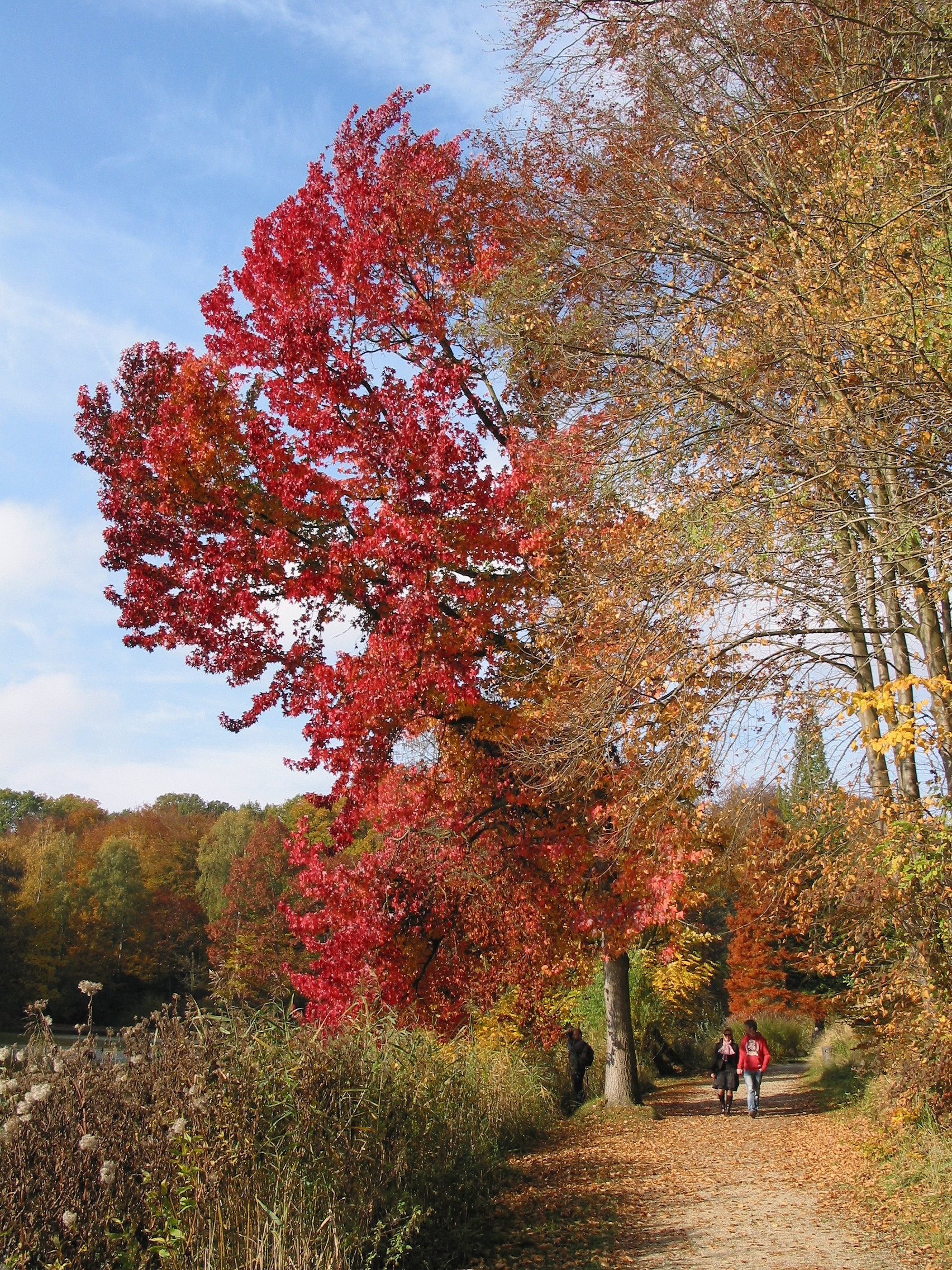
Liquidambar styraciflua du Domaine Solvay à La Hulpe (Belgique).

- Liquidambar acerifolia Maxim. (synonyme Liquidambar formosana)
- Liquidambar altingiana Blume (synonyme Altingia excelsa Noronha[2])
- Liquidambar asplenifolia (L.) C.F. Ludw. (synonyme Comptonia aspleniifolia)
- Liquidambar barbata Stokes (synonyme Liquidambar styraciflua L.)
- Liquidambar cerasifolia (Wall. & Griff.) Voigt (synonyme Altingia excelsa Noronha [3]
- Liquidambar changii Pigg, Kathleen B., Ickert-Bond, Stefanie M. & J. Wen †
- Liquidambar chinensis Champ. ex Benth. (synonyme Altingia chinensis (Champ. ex Benth.) Oliv. ex Hance)
- Liquidambar edentata Merr. (synonyme Acer tutcheri Duthie var. tutcheri)
- Liquidambar formosana Hance
- Liquidambar gummifera Salisb. (synonyme Liquidambar styraciflua L.)
- Liquidambar macrophylla Oerst. (synonyme Liquidambar styraciflua L.)
- Liquidambar maximowiczii Miq. (synonyme Liquidambar formosana)
- Liquidambar obovata Merr. & Chun (synonyme Altingia obovata Merr. & Chun[4])
- Liquidambar orientalis Mill.
- Liquidambar peregrina L. (synonyme Comptonia peregrina)
- Liquidambar rosthornii Diels (synonyme Acer sinense Pax)
- Liquidambar styraciflua L.
- Liquidambar tonkinensis A. Chev. (synonyme Liquidambar formosana)
- Liquidambar tricuspis Miq. (synonyme Exbucklandia populnea)
- Liquidambar tuberculata Silba (synonyme Liquidambar styraciflua L.[5])
- Liquidambar yunnanensis (Rehder & E.H. Wilson) Ickert-Bond & J. Wen (synonyme Altingia yunnanensis Rehder & E.H.Wilson[6])

## Étymologie
Aussi appelé Copalme d’Amérique, Styrax américain (bien que le liquidambar n’ait aucun lien avec le genre Styrax) ou noyer satiné, le liquidambar (du latin liquidus et de l’arabe ambar pour « ambre liquide ») doit son nom à l'ambre liquide qu'il produit. Il s'agit d'une résine à l'odeur de cannelle appelée « styrax » et utilisée dans les parfums.
La résine des arbres du genre Styrax était utilisée en Égypte 3 000 ans av. J.-C. par les embaumeurs et elle est toujours utilisée aujourd’hui en parfumerie. La résine du liquidambar connaît le même usage sous le nom de « Baume de liquidambar » ou de « Baume blanc du Pérou ». En 1786, un savant anglais a l’idée de distiller la résine du liquidambar et en extrait une huile baptisée « styrax ». On l’utilise alors en infusion comme stimulant des voies respiratoires, anti-diarrhéique et anti-stress. Aux États-Unis, les Cherokee utilisaient la résine de liquidambar comme chewing-gum.
Au XIXe siècle, des chimistes français parviennent à isoler la molécule de styrène à partir du styrax et à la synthétiser en laboratoire. En 1925, un chimiste allemand réussit l’assemblage de plusieurs molécules de styrène et le baptise « polystyrène ».

## Registres fossiles

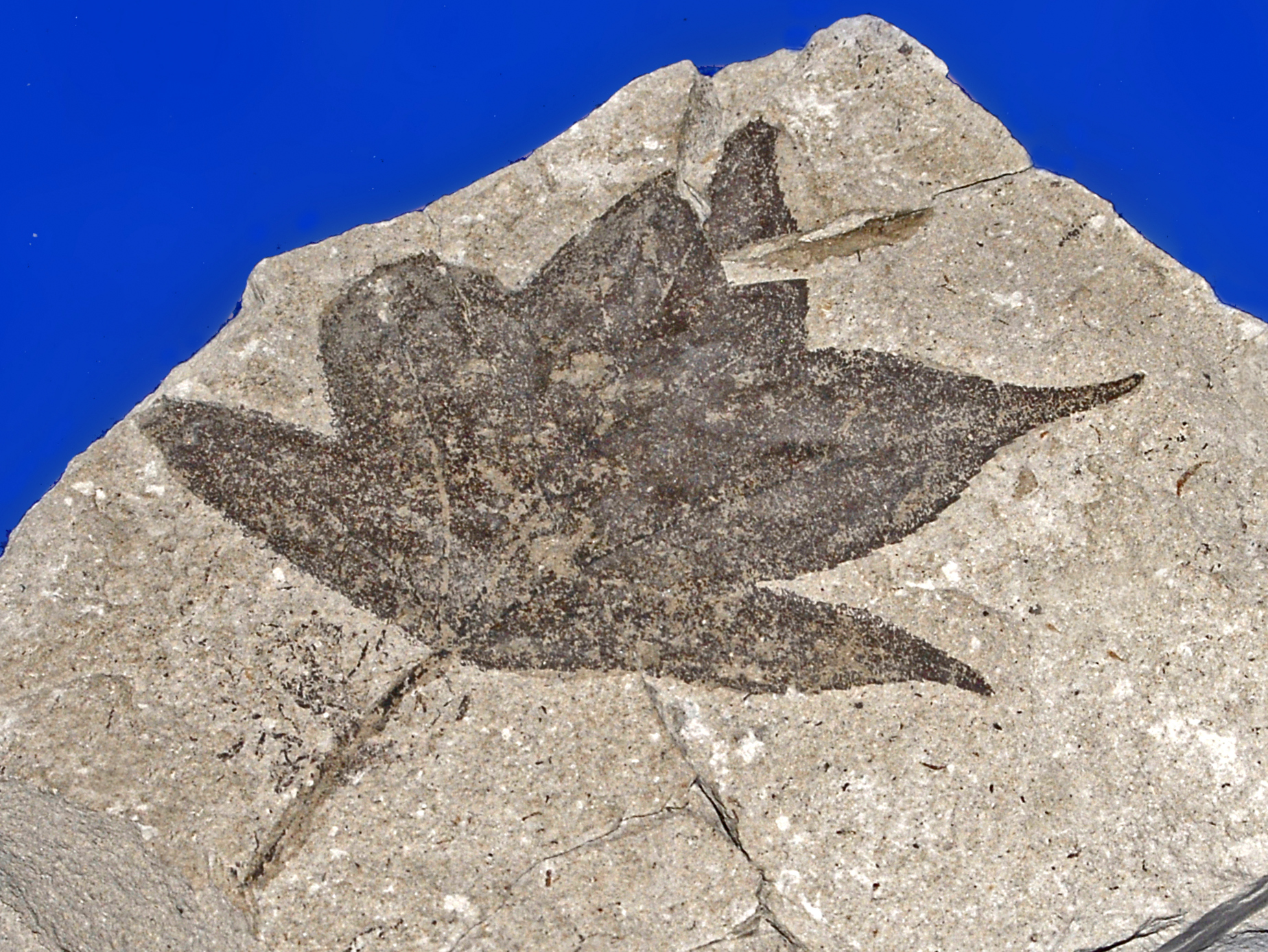
Feuille fossile de Liquidambar du Pliocène d'Italie

Ce genre est connu dans les archives fossiles du Crétacé au Quaternaire (tranche d'âge : 99,7 à 0,781 million d'années). Le genre était beaucoup plus répandu au Tertiaire, mais a disparu d'Europe en raison d'une glaciation étendue dans le nord et dans les Alpes et les Pyrénées, qui ont servi de blocus contre la migration vers le sud. Il a également disparu de l’ouest de l’Amérique du Nord en raison du changement climatique, ainsi que de l’Extrême-Orient russe non glaciaire (mais aujourd’hui trop froid). Il existe plusieurs espèces fossiles de Liquidambar, montrant aujourd'hui son statut de relique.

## Culture
C'est un arbre de culture facile peu sensible aux maladies.
Sa vitesse de croissance est rapide pour le styraciflua, plus lente pour les espèces kiolutales[réf. nécessaire].

## Variétés
Le cultivar Liquidambar styraciflua 'Rotundiloba' est stérile et ne produit donc jamais de capsules remplies de graines.
Ce cultivar a été créé aux États-Unis dans les années 1980 pour éviter que les parkings des centres commerciaux (où on le plante souvent) ne soient rendus glissants par ses boules chaque automne.